# Josu Agirre
Josu Agirre Aseginolaza (født 23. maj 1981) er en spansk professionel cykelrytter, som cykler for det professionelle cykelhold Euskaltel-Euskadi.